# Большое Чибисанское
Большое Чибисанское — озеро на острове Сахалин, в Корсаковском городском округе Сахалинской области. Сообщается с озером Малое Чибисанское.
Площадь озера составляет 11,1 км², водосборная площадь — 83,2 км², длина озера — 5,5 км, средняя ширина — 2,1 км, средняя глубина — 1,7 м, объём водной массы озера равен 0,055 км³. В озеро впадает несколько рек, самая длинная — Чибисанка.